# Rhema Obed
Rhema Obed, angleški nogometaš, * 11. september 1991, London, Anglija, Združeno kraljestvo. 

## Življenjepis
Obed se je rodil in odraščal v Londonu. Z nogometom se je začel ukvarjati pri osmih letih in kmalu je postal tudi član Arsenala. Doslej je igral že v petih državah, od 4. julija 2015 pa je bil član Krškega, ki igra v slovenski prvi ligi. Igra na položaju zadnjega veznega igralca a se znajde tudi kot branilec.Zbral je 8. nastopov za Krško v prvi slovenski ligi.